# جوزيف آشباك
جوزيف آشباك (Joseph W. Eschbach) طبيب وباحث علمي أمريكي. ولد في 21 يناير 1933 وتوفي في 7 سبتمبر 2007.